# 전류어법
전류어법(electrofishing)은 전류를 이용한 어법이다. 펄스를 가하는 것은 전기충격낚시라고 한다. 전기충격 없이 조심스럽게 하면 안전하게 할 수 있다.
대한민국에서는 이를 유해어법으로 금지하며, 과학적인 목적으로 하는 것은 허가를 요한다.

## 같이 보기
- 전기충격낚시